# Малая Рукавицкая
Малая Рукавицкая — деревня в Кадуйском районе Вологодской области. Административный центр Сельского поселения Семизерье (до 2015 года была центром Рукавицкого сельского поселения).
С точки зрения административно-территориального деления — центр Чупринского сельсовета.
Расстояние по автодороге до районного центра Кадуя — 2 км. Ближайшие населённые пункты — Большая Рукавицкая, Волоцкая, Кадуй.
По переписи 2002 года население — 283 человека (140 мужчин, 143 женщины). Преобладающая национальность — русские (98 %).